# Randy McClanahan
Randy McClanahan é um ex-jogador profissional de futebol americano estadunidense.

## Carreira
Randy McClanahan foi campeão da temporada de 1980 da National Football League jogando pelo Oakland Raiders.